# Erik Allsintet

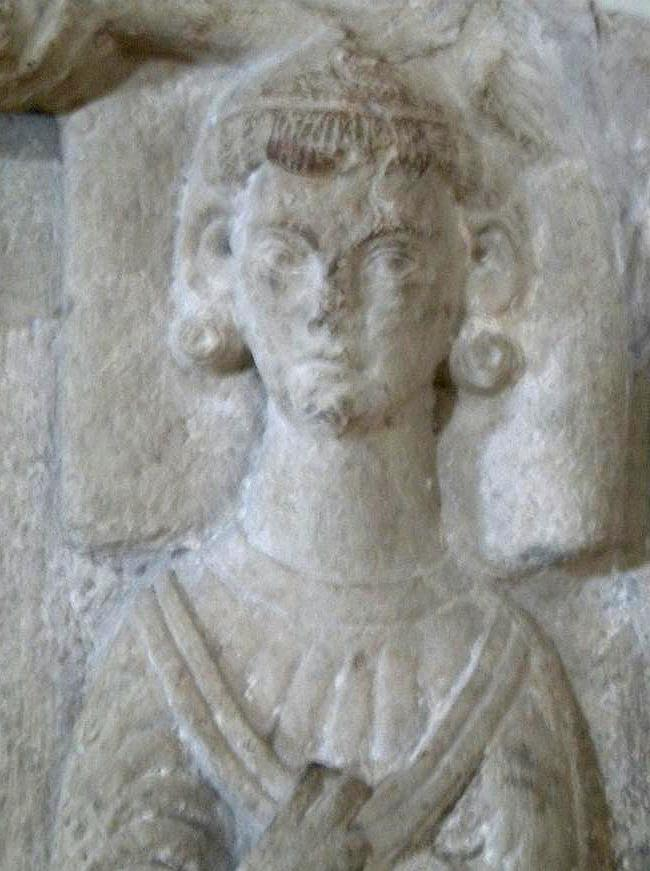
La tumba del Erik en Varnhem.

Erik Birgersson, más conocido en su tiempo como Erik Allsintet (alrededor de 1250 - 17 de diciembre de 1275), fue un noble sueco, hijo del regente Birger Jarl y de Ingeborg Eriksdotter,

```
y nieto del rey 
Erik X Knutsson
. Fue hermano de los reyes 
Valdemar Birgersson
 y 
Magnus Ladulás
. Es conocido por la enemistad que tenía con su hermano mayor el rey Valdemar y el apoyo que prestó a Magnus para derrocar a aquel.
```

El sobrenombre de Allsintet (nada en absoluto) probablemente se origina de que Erik no heredó ningún título de su padre. No ostentó el título de duque sino hasta después que su hermano Magnus Ladulás accedió al trono. Probablemente por motivos de herencia entró en disputa con su hermano Valdemar. Se dice que éste y su esposa, la reina Sofía, lo llamaban allsintet en referencia a su insignificancia.
Erik, encarcelado por Valdemar, habría escapado de prisión y se habría aliado a Magnus Ladulás. En 1275, las fuerzas conjuntas de los dos hermanos derrotaron en la batalla de Hova a Valdemar y lograron echarlo del país. Así pudo Magnus usurpar el trono y Erik fue recompensado.
Por investigaciones arqueológicas, se ha supuesto que Erik falleció siendo muy joven, a los 25 años. Muy probablemente era de salud débil por ciertas malformaciones óseas. Los argumentos anteriores fueron expuestos cuando en 2002 se abrió la tumba de Birger jarl en el convento de Varnhem. Junto al esqueleto de Birger jarl, se encontraba otro de mujer, su segunda esposa Matilde de Holstein, y un esqueleto masculino, presuntamente el de Erik, con huellas claras de deficiencias.